# スレイブニル (荒巻義雄 艦隊シリーズ)
スレイブニルは、荒巻義雄の架空戦記『旭日の艦隊』、『紺碧の艦隊』に登場する架空の潜水艦。名はスレイプニルに由来する。

## 特徴
この潜水艦は一言で言えば奇襲を目的とした潜水空母である。劇中では特に触れられてはいないが発案したドイツ海軍軍人クリスチャン・フォン・ヴェルナーは日本海軍がX艦隊（紺碧艦隊）が搭載した水上機をもってパナマ運河を破壊した事からヒントを得たものと推測される。なお、原作のQ型、R型は氷海での浮上用に艦橋に二対の衝角を装備している。

### Q型
大型機迎撃用噴式双発局地戦闘機『シブ』母艦。胴体内に6機を搭載可能。発艦方式は格納型垂直カタパルト発射式。
図解資料集においては『改S級』のように描かれているが、コミック版では甲板上に6つの水密格納庫（それぞれにカタパルトを格納）を持った専用艦として描かれている。

#### 諸元(コミック版)
- 全長:152.3m
- 全幅:22m
- 排水量:16,600t
- 機関:ワルター機関

2軸式大型プロペラを低速回転させて推進するため、放射音が低く秘匿性は高かったと見られるが、
砲撃特務艦UX99潜同様、艦内雑音には無頓着であったと思われる。構造上深深度潜水能力はない。

### R型
氷海から奇襲爆撃機『マグニ』を発艦させる型。発艦したマグニ3機はS型に収容される。

#### 諸元
- 全長:192.8m
- 全幅:24.1m
- 排水量:59,200t
- 最高速度:21kt（水上）・17kt（水中）
- 機関:ワルター機関+ディーゼル

#### 武装
- 53.3cm魚雷発射管:8門
- 37mm2連装機関砲:2基
- 対空ロケット発射機:8門
- 艦載機:奇襲爆撃機『マグニ』3機

### S型
全通飛行甲板を持ち艦載機の離着艦が可能な型。大洋での作戦行動用。マグニだけでなく大抵の艦載機運用は可能。

#### 諸元
- 全長:205.6m
- 全幅:32.9m
- 排水量:72,600t
- 最高速度:21kt（水上）・15kt（水中）
- 機関:ワルター機関+ディーゼル

#### 武装
- 53.3cm魚雷発射管:8門
- 30mm2連装機関砲:12基
- 37mm2連装機関砲:10基
- 20mm4連装機関砲:10基

（機関砲は全て艦内格納式）
- 艦載機:3機

### V型
終盤で登場するV2改を発射できる型。発射数は1発のみで圧搾空気で水中から押し出されて、空中でエンジンに点火、目標へ突撃する。劇中の描写から画像誘導方式を採用している模様。

## 劇中での活躍
どの種類も潜水空母の元祖である紺碧艦隊と同じく奇襲を主とした攻撃をしている。この結果、後世第三次世界大戦でも発展型が登場する事になった。

### Q型
北極点で日本の大型飛行艇白鳳を待ち伏せし攻撃を仕掛けたものの、4機を失い、母艦もノルウェーのエイ湾内の基地に帰還途中、ハルダンゲルフィヨルド海底に予めア号潜が敷設していた海底魚雷によって撃沈された。
原作では、シブ一機が発進に失敗して、カタパルト射出直後に墜落している。

### R型
R8001号が奇襲爆撃機『マグニ』を使い、ホワイトハウスを爆撃した。しかし目標としていたトルーマン大統領暗殺に失敗、更に帰還中に発艦時に交戦した捕鯨船が仕掛けていたブイが仇となり米潜に撃沈されてしまった。ちなみにこの際、発案者であるヴェルナーも運命を共にしている。

### S型
通商破壊や基地への奇襲を仕掛けただけではなく旭日艦隊へも襲撃をしている。S8501号はホワイトハウス攻撃隊収容時に旭日前衛遊撃艦隊に撃沈された。

### V型
V号弾を使い厳重な防御の輸送船団を全滅させただけでなく、終盤でU2500型部隊と連携して日本海軍機動部隊に大打撃を与えることに成功した。

## OVAでのスレイブニル
ほぼコミック版に準じた形状をしているがR型の艦橋対空機関砲は単装砲になっていた。またOVA最終巻で登場したV型は少なくとも4発の補助ロケット付V号弾を運用可能である。